# Mor Karbasi

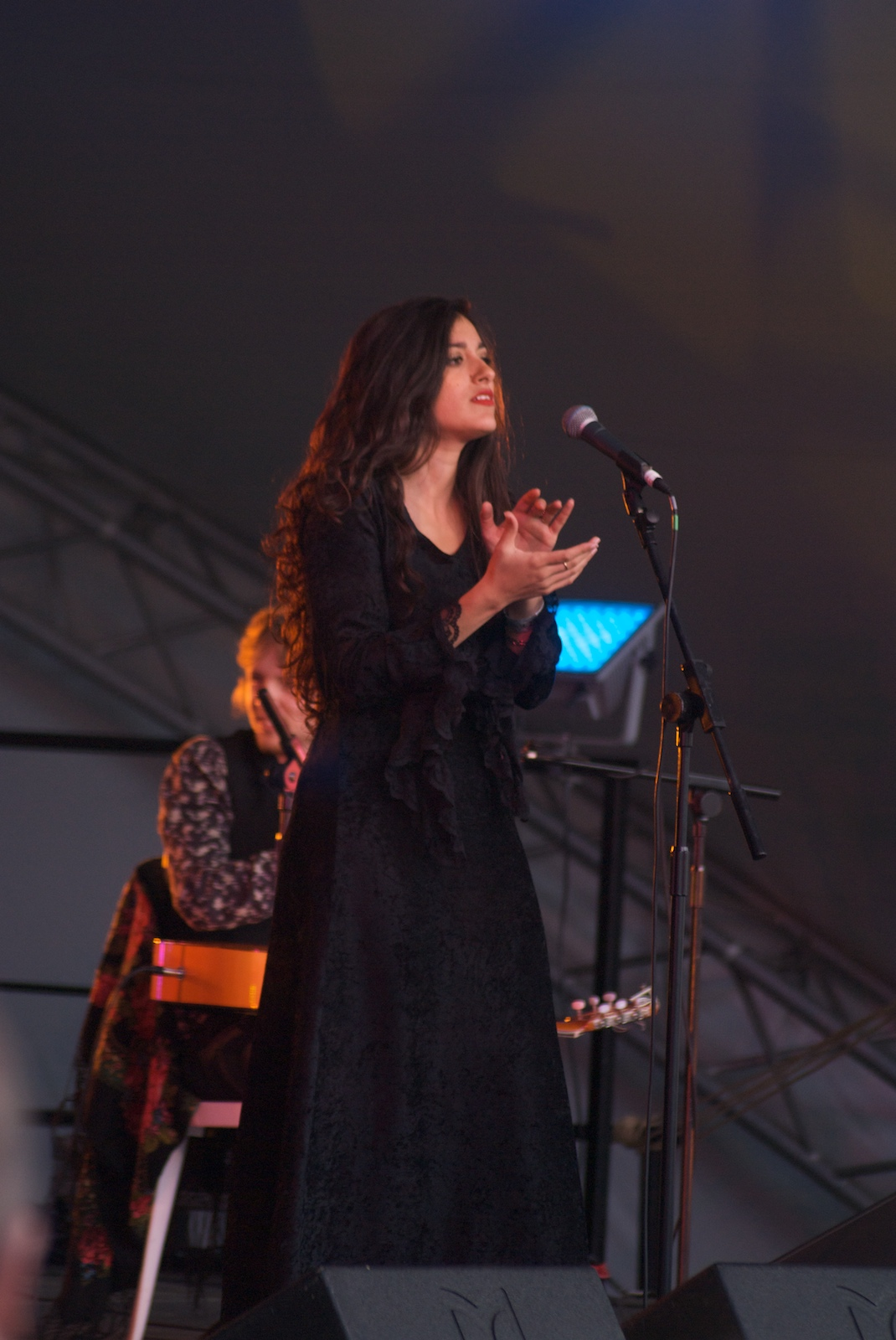
Mor Karbasi 2008

Mor Karbasi (hebräisch מור קרבסי; * 23. April 1986 in Jerusalem) ist eine israelische Sängerin und Liedermacherin, die ihre Lieder häufig in Ladino, der Sprache der sephardischen Juden, vorträgt.

## Leben
Ihre Mutter stammt aus Nazaret und ist sephardisch-marokkanischer Abstammung, während ihr Vater aus Jerusalem kommt und iranische Vorfahren hat. Diese jüdischen Linien finden sich auch in ihrer Musik wieder. Sie lebt heute mit ihrem Partner, dem Gitarristen Joe Taylor, in London.

## Musikstil
Eins ihrer Hauptprojekte ist sephardische Musik, die in Ladino vorgetragen wird. Ladino ist die Sprache der ab 1492 – im Zuge der Reconquista – emigrierten Juden aus Spanien. Mor Karbasi komponiert selber Lieder und interpretiert überlieferte Lieder. Ihre Musik kann mit der von Mariza und Yasmin Levy verglichen werden. Sie hat jedoch einen starken, individuellen Sound.
In Mor Karbasis Musik kann man auch die unverwechselbaren Einflüsse sowohl von Flamenco als auch Fado hören. Ihre musikalischen Vorbilder sind Talente wie Umm Kulthum, Amália Rodrigues, Madredeus und Mercedes Sosa.
Im Rahmen des Klangvokal Musikfestivals ist sie 2013 mit dem Ensemble My Sweet Canary im domicil, Dortmund, mit Liedern der Rembetiko-Sängerin Roza Eskenazy aufgetreten, wie bereits ein Jahr zuvor auf dem TFF Rudolstadt.

## Diskografie

### Alben
- 2008: Beauty and the sea
- 2011: Daughter of the spring / La Hija de la Primavera
- 2013: La Tsadika
- 2016: Ojos de Novia
- 2022: Saat Arahman

Zu ihren ersten Werken gehören die selbst produzierte CD Broken Wings und die EP Rosa.

### Singles (Auswahl)
- 2008: Judia
- 2008: La Glana I La Mar
- 2008: Shecharhoret
- 2008: Roza

## Einzelnachweis
1. ↑  Morkabasi